# Беневоленская, Зинаида Викторовна
Зинаида Викторовна Бенево́ленская (? — ?) — советский химик, канд. хим. наук (1946).

## Биография
В 1930 году окончила Московский химико-технологический институт им. Д. И. Менделеева.
С 1920-х годах научный сотрудник отдела лекарственных растений и алкалоидов Московского отделения комиссии Академии наук по изучению естественно-производительных сил (КЕПС).
В 1930-х годах работала в Лаборатории по исследованию и синтезу растительных и животных веществ АН СССР.
В 1934 году И. Л. Кнунянц, Г. В. Челинцев, А. М. Григоровский и 3. В. Беневоленская синтезировали акрихин — лечебный и профилактический противомалярийный препарат. Для его промышленного выпуска в 1936 году был построен одноименный химико-фармацевтический комбинат.
С 1940-х годах старший научный сотрудник ИОХАН.
В 1943 году вместе с Г. В. Челинцевым предложила оригинальный метод синтеза витамина В1, значительно сокративший число производственных стадий процесса по сравнению с зарубежными технологиями. Метод основан на новых типах химических превращений полупродуктов, в частности, найден новый способ получения 2-метил-5-бромметилен-6-аминопиримидина.
Кандидат химических наук.

## Награды и премии
- Сталинская премия третьей степени (1951) — за разработку промышленного метода синтеза витамина B1
- орден Ленина (1953).

## Из библиографии
Диссертация
- Беневоленская, Зинаида Викторовна. Новый синтез витамина {\displaystyle B_{1}} : дис. … канд. хим. наук : 02.00.00. — Москва, 1946. — 73 с.[2]

Статьи
- И. Л. Кнунянц, Г. В. Челинцев, З. В. Беневоленская, Е. Д. Осетрова, А. И. Курсанова. Строение и синтез новых антималярийных веществ. III. Синтез «Атебрина». // Известия Академии наук СССР. VII серия. Отделение математических и естественных наук, 1934, № 1, 165—176
- Челинцев Г. В. и Беневоленская 3. В. Новый способ получения витамина В1 // ЖОХ, 1944, т. 14, с. 1142—1147. То же. О некоторых ацилэнолах. 1947, т. 17, с. 273—277.